# الكويف
الكويف بلدية من بلديات دائرة الكويف بولاية تبسة الجزائرية. تبعد بمسافة 30 كم عن عاصمة الولاية وهي من أقدم وأكبر بلديات الولاية تمتاز باحتوائها على ثروة طبيعية هامة من بينها معدن الفوسفاط والحديد مما جعلها قطب صناعي هام أيام الاستعمار الفرنسي حتى سماها باريس الصغير.

## التاريخ

### تاريخ منجم الكويف
تم اكتشاف مادة الفوسفاط في الكويف من قبل العسكري الفرنسي ٍفيليب توماس سنة 1873 حين لمح طبقات من الفوسفاط قرب رأس العيون جنوب شرقي تونس فبدأ النشاط الصناعي في المدينة بقيام المهندس الفرنسي أدولف كارنو بدراس ميدانية هندسية سنة 1885 وبعد ذلك تم اكتشاف خام الحديد من قبل المهندس جيولس تيسو سنة 1878 ومع حلول سنة 1893 تم تأسيس المنجم وبدأ الإنتاج الفعلي لمادتي الفوسفاط والحديد من قبل شركة إنجليزية وبعد مجهودات حثيثة تم رفع الإنتاج إلى 41.348 طن سنة 1898، وبمجيئ سنة 1900 أصبحت الشركة المنقبة فرنسية تحت اسم «شركة فوسفاط قسنطينة» برأسمال يقدر بـ 45.000.000 فرنك فرنسي تحت إدارة السيد بول جنجمبر سنة 1951.
تم إنجاز خط سكة الحديد المكهربة التي تربط الكويف بسوق أهراس وعنابة ويعتبر أول خط مكهرب فيشمال إفريقيا وبقيت السلطات الفرنسية تستغل ثروات الكويف المنجمية حتى الاستقلال سنة 1962، تم تأميم المنجم فأصبح يستغل من طرف شركة سوناريم عرفت هذه الفترة عدة انقطاعات في الإنتاج ليتوقف المنجم عن الإنتاج نهائيا سنة 1977م.

### الكويف خلال الثورة التحرير
منذ بدأ ثورة التحرير الوطني سنة 1954 انطلقت شرارة المقاومة في الكويف كباقي ربوع الوطن فكانت من بين أبرز البلديات الصامدة في وجه الغطرسة الاستعمارية ولعل أبرز معارك جيش التحرير الوطني ضد فرنسا في الكويف معركة سطح الدير الأولى والثانية التي تكبد فيها المستعمر خسائر جسيمة حيث تم إسقاط طائرة للعدو من قبل المجاهد غنيات رابح ومن أبرز الشخصيات الثورية في هذه المنطقة : الشهيد مناعي النور، الشهيد جديات المكي، الشهيد يسعد محمد، الشهيد يسعد بشير، الشهيد براهمية باشا.

### الكويف بعد الاستقلال
بعد الاستقلال مباشرة شرعت السلطات المحلية في عملية تنظيم وتأطير الكويف إداريا وخدماتيا حيث تم تأسيس مقر البلدية، مقر الدائرة، مكتب بريد، مستشفى، مؤسستان تربويتان ابتدائية وثلاث متوسطات وثانية أطلق عليها اسم ثانوية 18 فيفري وهو اليوم الذي سمي بيوم الشهيد. كما يوجد بالكويف مركز للتكوين المهني به مجموعة من الاختصاصات، كما شهدت المنطقة نهضة عمرانية تمثلت في بناء عشرات المساكن على النمط الحضاري الحديث، وتتميز الكويف عن غيرها من المناطق المجاورة بتوفر وسائل النقل الموصلة إلى مقر الولاية، والكويف محروم كلية من المشاريع الافتصادية فكل اليد العاملة الكفأة تتنقل يوميا إلى خارج المدينة لكسب القوت، لذلك فهو يعتبر مرقدا فقط، ورغم كل تلك الظروف القاسية لم يهتم المسؤولون بحل هذه المشاكل حتى بسن اجراءات تحفيزية لجلب المستثمرين للمنطقة التي بقيت تعاني كثيرا مما اجبر الكثير من الشباب إلى امنهان التهريب وتحمل تبعاته. تت

## التعليم
يحتوي الكويف على 12 مدرسة ابتدائية و3 متوسطات وثانوية «18 فبراير» ويستفيد تقريبا كل الأطفال البالغ سنهم 6 سنوات من التعليم، بالإضافة إلى منظمة الكشافة الإسلامية الجزائرية التي تلعب دورا هاما في هذه المنطقة من حيث تربية النشا وذلك من خلال جل انشطتها.

## السكان
بلغ عددهم 25 ألف نسمة سنة 2008 تعتبر التجارة والزراعة والخدمات هي نشاطهم الأساسي يمتازون بالوطنية والشرف ويعتبر مجتمعهم محافظا متمسك بعاداته وتقاليده ومن أهم والوسائل الترفيهية لديهم التنزه وممارسة الرياضة

## الشوارع في الكويف
عدة أحياء مشهورة من بينها حي الوسط، حي أول نوفمبر، حي الزهور، حي عين غيلان، الحي الجديد، حي عين الفضة، حي المسجد

## المناخ
مناخ المنطقة هو مناخ قاري شبه جاف حيث يمتاز بشدة الحر وندرة الأمطار صيفا وبالبرد الشديد والجفاف شتاء ويتراوح متوسط درجات الحرارة بين 4 إلى 18 شتاء و30 إلى 45 صيفا

## الحيوانات والنباتات
تعيش بالمنطقة عدة أنواع من الحيوانات أبرزها الأغنام والأبقار والقوارض والزواحف أما الغطاء النباتي فيتمثل في أشجار الصنوبر والبلوط والحلفاء والديس

## الثروة المائية
يحتوي على سدين الأول في منطقة الطباقة قرب الحدود التونسية والآخر في رأس العيون «تبعد حوالي 3 كم عن عاصمة البلدية» وعدة مجاري مائية وأودية قد تكون جارفة شتاء

## الثقافة
يملك سكان الكويف كما ثقافيا هائلا خاصة فيما يخص اللغة الفرنسية والعلوم اللغوية

## الرياضة
يهوى مجتمع الكويف رياضة كرة القدم وتزخر البلدية بعدة تتويجات على المستوى الوطني والقاري ونادي البلدية
الحالي هو تحت اسم «مولودية بلدية الكويف»